# Louis Moreau du Bail
Pour les articles homonymes, voir Moreau et Bail.
Cet article possède un paronyme, voir Louis Moreau.
Louis Moreau du Bail, est un romancier et écrivain français du XVIIe siècle.

## Biographie
Écrivain français, originaire du bas Poitou. On sait peu de choses sur la vie de Du Bail. La source la plus importante est constituée par les livres qu'il a publiés.
Dans sa jeunesse, il était probablement dans l'armée et a passé un certain temps en prison dans des circonstances obscures.
Les dedicaces de ses quatorze romans qu'il a publiés entre 1622 et 1646 montrent qu'il a maintenu des liens avec la cour et les hauts lieux.  Ses livres expriment des points de vue antilibertins et antiprotestants.

## Œuvre romanesque
- Le Sentier d'amour, ou histoire amoureuse et tragique de Pollidame & Déiphile, où il se voit le combat avec Amphidamas ; leur fuitte ; leur peril sur la mer ; leurs victoires sur les corsaires ; leur abord dans Seville ; leur mariage ; l'empoisonnement de Pollidame par Vincentia ; et la mort de Deiphile, par le Sieur Du Bail, gentil-homme Poittevin, À Paris, chez Nicolas de La Vigne, 1622
- Les Amours d'Amisidore et Chrysolite. Histoire veritable, où souz noms empruntez est descrite l'Inconstance des amoureux de ce temps, par le Sieur Du Bail, Gentil-homme Poitevin, À Paris, chez Rolet Boutonné, 1623
- Le Roman d'Albanie et de Sycile, par le Sr Du Bail, Paris, P. Rocolet, 1626
- La Princesse amoureuse, sous le nom de Palmelie, par le Sieur Du Bail, À Paris, chez Rollin Baragnes, 1628
- Les Trophées de la victoire du roy et les pompes de son entrée à Paris, par le sieur Du Bail, Paris, J. Martin, 1628 lire en ligne
- Floridor et Dorise. Histoire veritable de ce temps, par Monsieur Du Bail, À Paris, chez Pierre Rocolet, 1633
- L'Olympe, ou la Princesse inconnuë, par le Sr Du Bail, Paris, P. Rocolet, 1635
- La Cefalie de monsieur Du Bail, À Paris, chez Cardin Besongne, 1637
- Les Courtisans genereux de Monsieur Du Bail, À Paris, chez Guillaume Loyson, 1637
- Le Selisandre de M. Du Bail, Paris, N. de Laulne, 1638
- La Fille supposée, histoire véritable et du temps, composée par M. Du Bail, Paris, P. Rocolet, 1639
- Les Généreuses amours des courtisans de la cour sous les noms d'Alcimène et d'Amerose, Paris, G. Loyson, 1641
- Le Fameux Chinois, Paris, N. de Sersy, 1642
- Péristandre, ou l'illustre captif, À Paris, chez Antoine Robinot, 1642
- Les Filles enlevees, À Paris, chez Jonas de Briquegny, 1643
- Les Galanteries de la Cour, divisees en deux parties, À Paris, chez Robert Denain, 1644
- Le Prince, ennemy du tyran. Histoire grecque, où se voyent les vertus d'un grand prince, les crimes d'un tyran, la force de l'amour, & la puissance de la haine, À Paris, chez Nicolas Gobert, 1646